# Le hasard mène le jeu
Le hasard mène le jeu est un film français de court métrage réalisé par Pierre Chenal, sorti en 1986.

## Synopsis
Une automobiliste est agressée par un auto-stoppeur. En prenant la fuite avec le véhicule qu'il a volé, il écrase la victime qui reste inanimée sur la chaussée. Alerté par la gendarmerie, l'hôpital envoie la seule ambulance dont il dispose.

## Fiche technique
- Titre : Le hasard mène le jeu
- Réalisation : Pierre Chenal
- Scénario et dialogues : Pierre Chenal
- Photographie : André Domage
- Musique : Serge Perathoner
- Son : Michel Laurent
- Montage :  Sandrine Cavafian
- Costumes : Édith Vespérini
- Production : L2M Productions (Dominique Maillet)
- Pays d'origine :  France
- Durée : 13 min
- Date de sortie : 1986
- Visa : n° 60 933 (délivré le 20 janvier 1986)

## Distribution
- Gabrielle Lazure : l'automobiliste
- Jacques Fieschi : l'auto-stoppeur
- Jean Bouise : le commissaire
- Yvonne Clech : l'infirmière
- Franck David : un motard
- Jacques Chevalier : le paysan
- Serge Guirchoun : inspecteur de police